# Игуатеми (Мату-Гросу-ду-Сул)
Игуатеми (порт. Iguatemi) — муниципалитет в Бразилии, входит в штат Мату-Гросу-ду-Сул. Составная часть мезорегиона Юго-запад штата Мату-Гроссу-ду-Сул. Входит в экономико-статистический микрорегион Игуатеми. Население составляет 15 477 человек на 2006 год. Занимает площадь 2946,677 км². Плотность населения — 5,3 чел./км².
Праздник города — 8 мая.

## История
Город основан 8 мая 1965 года. 

## Статистика
- Валовой внутренний продукт на 2003 год составляет 122 901 031,00 реалов (данные: Бразильский институт географии и статистики).
- Валовой внутренний продукт на душу населения на 2003 год составляет 8404,06 реала (данные: Бразильский институт географии и статистики).
- Индекс развития человеческого потенциала на 2000 год составляет 0,731 (данные: Программа развития ООН).

## География
Климат местности: горный тропический.